# Genesis (rivista)
Genesis  è una rivista pornografica statunitense fondata nel 1973.
Pubblica quasi esclusivamente servizi, interviste, recensioni, ecc. che hanno come soggetto le star affermate dell'industria del porno, da cui il sottotitolo della rivista, The Home of Porn's Hottest Stars.
Genesis è pubblicato da Magna Publishing Group, che dà alle stampe anche Swank, Gent, Velvet e molte altre pubblicazioni per adulti.
Genesis ha nella propria redazione star del cinema per adulti come Tera Patrick, Houston, Jasmin St. Claire, Mari Possa, Carmen Luvana, Tyler Faith e le gemelle Love.
Genesis è anche noto nel campo per il suo concorso fotografico amatoriale, Sex Star Hunt, già noto come Friends and Lovers.
Annualmente pubblica una classifica delle prime 100 star del porno.
La rivista è tra i creatori del premio annuale Fans of Adult Media and Entertainment Awards.